# Tovarisjtj Abram
Tovarisjtj Abram (ryska: Товарищ Абрам, fritt översatt: Kamrat Abram) är en rysk stumfilm från 1919, regisserad av Aleksandr Razumnyj.

## Handling
Filmen berättar om en ung judisk pojke, Abram Hersh, som efter att ha överlevt en pogrom. där alla hans släktingar dödades. lämnar han sin hemstad för Moskva. Där möter han en rysk officer som, när han sårats i första världskriget, räddades av sin familj. Officeren hjälper Abram att få arbete i ett tryckeri, där han bekantar sig med kommunistiska idéer och blir en underjordisk aktivist. Efter oktoberrevolutionen går Abram med i Röda armén, där han så småningom blir detachementsbefäl.

## Rollista
- Dmitrij Buchovetskij – Abram Hersh
- Polikarp Pavlov - Hersh, fadern
- A. Francescetti - Hersh dotter
- Vera Orlova – Generalens dotter
- Pjotr Baksjejev